# Afrikanische Zentralbank
Die Afrikanische Zentralbank (englisch: African Central Bank, kurz ACB) ist eine der drei Finanzinstitutionen der Afrikanischen Union. Es ist vorgesehen, dass die ACB die Verantwortung für den Afrikanischen Währungsfonds übernimmt.
Die Schaffung der Afrikanischen Zentralbank, die erst 2028 vollendet sein soll, wurde 1991 im Abuja-Vertrag vereinbart. Die Sirte Declaration von 1999 sprach sich für eine Beschleunigung dieses Prozesses mit der Schaffung bis zum Jahr 2020 aus.
Sobald das Panafrikanische Parlament die entsprechenden Regelung vollständig in Kraft gesetzt hat, soll die Afrikanische Zentralbank der alleinige Ausgeber der Afrikanischen Gemeinschaftswährung sein. Sie wird die Bank der afrikanischen Regierungen, Mutterbank für die afrikanischen privaten und öffentlichen Banken sein, die Regelung und Überwachung des afrikanischen Bankensektors übernehmen und die offiziellen Zinssätze und Wechselkurse in Kooperation mit den afrikanischen Regierungen verwalten.